# EMAG
eMAG este o companie din România care se ocupă cu vânzarea online de echipamente și componente IT, electronice, electrocasnice, articole de îngrijire personală, produse auto, articole sportive, cărți, muzică, filme, mobilă și produse pentru casă și grădină, petshop, articole pentru copii, jucării.

## Istoric
eMAG și-a început activitatea în anul 2001 ca un magazin online de sisteme de calcul și produse de birotică, fiind înființat de Radu Apostolescu, Dan Teodosescu și Bogdan Vlad. În anul 2009, 51% din acțiunile companiei au fost cumpărate de Asesoft Distribution, iar noul director general al eMAG a devenit Iulian Stanciu. 
În iulie 2012, fondul de investiții sud african Naspers, cu afaceri anuale la nivel global de peste 5 miliarde de dolari în media, comerț electronic și internet, achiziționează 70% din acțiunile eMAG, iar Iulian Stanciu rămâne în continuare managerul general al companiei. În 2013, eMAG a preluat agenția de marketing digital Conversion Marketing.
În iunie 2014, ultimul dintre fondatorii companiei, Radu Apostolescu, a renunțat la acțiunile deținute, respectiv 8,4% din acțiunile eMAG, acestea fiind preluate de către Iulian Stanciu și de grupul Naspers. Astfel Iulian Stanciu deține 25,8% din eMAG, iar grupul Naspers 74,2%.
În 2015, eMAG a achiziționat Fashion Days, platformă online de fashion, extinzându-și astfel oferta de produse și în zona articolelor de îmbrăcăminte, iar în aprilie 2016, eMAG a preluat și competitorul PC Garage.
În martie 2021, Iulian Stanciu se retrage din poziția de CEO, acesta fiind înlocuit de Tudor Manea, fostul director general.
În octombrie 2024, eMag cedează Tazz, platforma online de comandat mâncare și livrare, către Wolt.

## Dezvoltare internațională
În 2012, eMAG s-a extins pe piețele externe, compania realizând comerț online în Bulgaria, prin www.emag.bg, unde a ajuns rapid la o cotă de piață de 60%. Acestei extinderi i-au urmat cea din Ungaria, în 2013, unde eMAG are o cotă de piață de 10%, precum și cea din Polonia în 2014 prin preluarea platformei locale Agito și transformarea sa în emag.pl. În anul 2014, piețele externe au totalizat 10% din vânzările companiei.
În 2016, eMAG a înregistrat 27.1 milioane de vizite pe site în luna iulie (reprezentând vizitele cumulate pe cele 4 piețe de activitate), din care 19 milioane de vizite pe site-ul din România. eMAG deține și 22 showroom-uri, în București, Iași, Ploiești, Cluj-Napoca, Sibiu, Craiova, Oradea, Brașov, Galați, Timișoara, Constanța, Buzău, Bacău, Suceava, Târgu Mureș, Pitești și Satu Mare.
Număr de angajați în 2016 (cumulat în cele 4 piețe de activitate) : 2000
Cifră de afaceri în 2016 (cumulat în cele 4 piețe de activitate): 2,4 miliarde de lei

## Black Friday
În 2011, eMAG introduce pe piața din România conceptul de Black Friday, oferind reduceri situate între 30 și 60% la o gamă largă de produse. În 2013, eMAG marchează o nouă premieră pentru comerțul online din România, punând în vânzare, cu ocazia evenimentului Black Friday, autoturisme. În total au fost disponibile 63 de autoturisme cu o valoare de un milion de euro, de la producători precum Dacia, Ford, Mitsubishi, Hyundai și Mercedes Benz.
În ediția Black Friday 2016, eMAG a vândut 1.1 milioane de produse, în valoare de 301,3 milioane de lei.

### Istoria Black Friday la eMAG
- 2011 - 25 noiembrie
- 2012 - 23 noiembrie
- 2013 - 22 noiembrie
- 2014 - 21 noiembrie
- 2015 - 20 noiembrie
- 2016 - 18 noiembrie
- 2017 - 17 noiembrie
- 2018 - 16 noiembrie
- 2019 - 15 noiembrie
- 2020 - 13 noiembrie
- 2021 - 12 noiembrie
- 2022 - 11 noiembrie
- 2023 - 10 noiembrie
- 2024 - 8 noiembrie

## eMAG Academy
În urma unei investiții de 500.000 de euro, eMAG pune  bazele primei școli de business destinate propriilor angajați. Cu o durată de 1 an și segmentare pe două niveluri, eMAG Academy instruiește viitorii specialiști în business-ul online. Primul nivel, dezvoltat în colaborare cu Ascendis, implică transferul de cunoștințe în domenii precum finanțe, management operațional sau managementul de proiect. Cel de-al doilea nivel al programului, eMAG Academy Advanced, dezvoltat împreună cu Maastricht School of Management, are o componentă puternică de leadership și strategie.

## eMAG Talent Internship
În luna mai a anului 2014, eMAG a deschis 20 de poziții de stagiar în cadrul primului program de internship dedicat studenților și absolvenților pasionați de programare și digital marketing. Cele două segmente ale programului de internship, respectiv „eMAG Coding Arena” și „eMAG webXPERIENCE”, antrenează cei 20 de interni în activități specifice domeniilor pentru care au optat, cu posibilitatea de a râmâne alături de echipa eMAG. În acest program au fost înscrise 1.419 CV-uri.

## Centrul de dezvoltare software eMAG IT Research
Compania eMAG IT Research, controlată în proporție de 99,98 % de Dante International, operatorul eMAG.ro, a lansat în luna iulie 2014 un proiect de investiții numit „Centrul de Dezvoltare Software eMAG IT Research” care va contribui, în perioada 2014 – 2021, cu 25,8 milioane de euro la dezvoltarea regională.

## Planuri pentru anul 2014
Pentru anul 2014, eMAG estimează o creștere de peste 40 % a vânzărilor, țintind o cifră de vânzări ce depășește suma de 260 de milioane de euro.   
Cu un buget de investiții de 11,5 milioane de euro, din care 4,5 milioane de euro pentru dezvoltarea internațională, respectiv 3 milioane de euro pentru dezvoltarea și implementarea de tehnologii noi, eMAG dorește mărirea bazei de clienți, ajunsă la 36 de milioane de potențiali cumpărători, prin intermediul dezvoltării regionale. Suma rămasă va fi alocată dezvoltării angajaților, logistică și marketing de brand.
De asemenea, eMAG își concentrează atenția pe lansarea de noi categorii de produse – fashion, food și altele, ceea ce va duce la o extindere a echipei, cu planuri de depășire a pragului de 1.000 de angajați.

## 2017
eMAG a înregistrat vânzări de 360 milioane Lei, având astfel o creștere de 20 % față de anul anterior, fiind anul cu cele mai multe vânzări de până atunci.